# Колчин, Михаил Александрович
Михаил Александрович Колчин — советский хозяйственный, государственный и политический деятель.

## Биография
Родился в 1923 году в Серпухове. Член КПСС.
Участник Великой Отечественной войны. Выпускник Московского института инженеров железнодорожного транспорта по специальности «мосты и тоннели». С 1952 года — на хозяйственной, общественной и политической работе. В 1952—1981 гг. — рядовой и руководящий работник бюро «Трансмостпроект» при Министерстве путей сообщения СССР, партийный работник в городе Москве, первый секретарь Краснопресненского райкома КПСС города Москвы, заведующий отделом городского хозяйства МГК КПСС, заместитель начальника Главного Управления по строительству инженерных сооружений при Мосгорисполкоме.
Делегат XXIII съезда КПСС.
Умер в Москве в 1981 году.